# Копір (станційне селище)
Копі́р (каз. Көпір) — станційне селище у складі Коксуського району Жетисуської області Казахстану. Входить до складу Айнабулацького сільського округу.
У радянські часи селище називалось Копр.
Населення — 22 особи (2021; 24 у 2009, 35 у 1999, 32 у 1989).